# Mexsat 3
El Mexsat 3, también llamado Mexsat Bicentenario o simplemente Satélite bicentenario, nombrado así como parte de los festejos del Bicentenario de la Independencia de México, es el primero de los satélites de la red MEXSAT en ponerse en órbita, su fecha de lanzamiento fue el 19 de diciembre de 2012. Este satélite de comunicaciones sirve de controlador de los otros dos satélites de la red. Es un satélite para servicio fijo de la plataforma STAR-2 y fabricado por la compañía Orbital Sciences Corporation. Ocupa la órbita 114.9 W, y fue puesto en órbita a bordo de un cohete Ariane 5 desde la base de Kourou en Guayana Francesa.

## Objetivo
La Secretaría de Comunicaciones y Transportes (SCT) explicó en un comunicado que el nuevo satélite brindará servicios fijos de banda ancha para internet, telefonía satelital digital de alta calidad, videoconferencias, atención médica a distancia (telemedicina) y educación por televisión. Agregó que el “Bicentenario” ofrecerá servicios para “la atención de emergencias, antes, durante y después de las emergencias (es decir, de prevención, atención y rehabilitación)”.

## Lanzamiento
La empresa francesa Arianespace lanzó a las 18:50 hora local (15:50 Tiempo del Centro 21.50 GMT) desde la rampa ELA-3 de Kourou el cohete transportador que en los primeros tres minutos alcanzó una altura de 100 kilómetros, considerada la frontera espacial para estar en órbita.
El Bicentenario fue colocado en una órbita estacionaria a unos 36 mil kilómetros de la Tierra y será utilizado para la cobertura de transmisiones civiles del gobierno mexicano.
El exsubsecretario de Comunicaciones de la SCT, Héctor Olavarría, expuso a través de su cuenta de Twitter que tras el lanzamiento del satélite "en aproximadamente 30 minutos sabremos de su llegada a órbita de transferencia y en cinco días pruebas definitivas". El 19 de diciembre de 2012 envió las primeras señales recibidas en tierra.